# Bros
Pour le film de 2022, voir Bros (film).
Bros est un groupe britannique de pop, originaire de Camberley, Surrey, en Angleterre. Il est particulièrement connu à la fin des années 1980 et début des années 1990. Il est composé des frères jumeaux Matt et Luke Goss, ainsi que Craig Logan. Le groupe, précédemment appelé Caviar, est formé, en 1986, par le manager des Pet Shop Boys, Tom Watkins.

## Histoire

### Première phase
Luke Goss et Matt Goss (nés le 29 septembre 1968 à Lewisham, Londres) s'installent à Camberley, dans le Surrey, après que leurs parents se soient séparés et que leur mère ait trouvé un nouveau petit ami, qui a acheté à Luke une batterie et Matt un saxophone, remarquant leur intérêt pour la musique. Les jumeaux fréquentent le Collingwood College, où ils font partie d'un groupe appelé Blue. À l'école, ils rencontrent Craig Logan (né le 22 avril 1969 à Kirkcaldy, Fife, Écosse) qui joue de la guitare basse dans un autre groupe de l'école, Stillbrook. Logan se souvient que les frères Goss sont venus chez lui un soir pour dire qu'ils s'étaient séparés de leur groupe, et ont demandé à Logan de les rejoindre dans un nouveau groupe. Logan a accepté, et le trio a passé en revue plusieurs noms pour le groupe avant de s'arrêter sur Gloss.

### Succès et séparation
Leur premier succès est When Will I Be Famous, sorti en 1987, deuxième au classement au Royaume-Uni et en Suisse, septième en France. En 1989, Craig Logan quitte le groupe après de longs combats contre sa maladie, y compris le syndrome de fatigue chronique. Les frères Goss continuent l'aventure seuls.
Le deuxième album, The Time, sort en octobre 1989, suivi en 1991 du troisième opus du groupe Changing Faces. Parmi leurs principaux titres, cinq sont classés dans les meilleures ventes en France[réf. nécessaire] : When Will I Be Famous, I Owe You Nothing, I Quit, Cat Among the Pigeons et Too Much. Au total, Bros classe onze singles dans le Top 40 et trois albums dans le Top 20 des charts britanniques.
Bros se sépare en 1992. Matt Goss commence une carrière solo, aux États-Unis surtout, dans les années 1990 jusqu'à aujourd'hui et connait le succès dans les charts avec ses single If You Were Here Tonight, The Key, Fly, I'm Coming with ya et Firefly. Quant à Luke Goss, il est parti aussi aux États-Unis pour faire carrière dans le cinéma. Il tournera dans de gros succès tels que Blade 2 et Hellboy 2, ainsi que le film britannique Interview with a Hitman (2012).
Craig Logan est resté dans la musique, en tant qu'auteur et manager, notamment chez Epic, de l'artiste Pink en particulier.

### Deuxième phase
Le 1er juillet 2008, sur BBC Radio 1, le DJ Carl Sharrock annonce que Matt Goss avait parlé aux autres membres du groupe et qu'il leur avait donné leur accord de principe pour la reformation du groupe. Pourtant, le 14 septembre 2010, Matt Goss déclare que le groupe ne se reformerait pas dans un avenir proche, précisant que ce moment était passé. Cependant, le 5 octobre 2016, on apprend qu'à l'occasion du 30e anniversaire du groupe Bros, le premier des concerts débute le 19 août 2017, à l'O2 Arena de Londres, mettant en vedette les frères jumeaux Goss. Cinq concerts en tout (Londres, Manchester, Birmingham, Nottingham) célébreront l'événement du 19 au 25 août 2017, en Angleterre. Seul Craig Logan, l'ex-bassiste, a refusé d'y participer.

## Discographie
- 1988 : Push
- 1989 : The Time
- 1991 : Changing Faces